# الشهاب الأبذي
الشِّهَاب الأٌبَّذيٌ:(000 - 860 هـ = 1456م 000 م)، أحمد بن محمد بن محمد البجائي الأٌبَّذيٌ، شهاب الدين: نحوي من أهل الأندلس. تعلم في بجاية (Bougie) وهو من أهل أبَّذة (Ubeda) بقرب جيان. وانتقل إلى القاهرة، فدرّس بالأزهر ثم بالباسطية إلى أن مات عن نحو 60 عامًا تاركًا خلفه عدة مؤلفات

## نسبه
هو أحمد بن محمد بن محمد بن عبد الرحمن بن علي بن أحمد الشهاب ويُقالُ: شهاب الدين البجائي الأٌبَّذي المغربي المالكي، نزيل الباسطية. ويُعرفُ بالأٌبَّذيٌ. وهناك خلافٌ في لقبِه: فقد ذهبَ بعضهم إلى أن دالَ مدينة أُبَّذة التي ينتسب إليها المؤلفُ، معجمةٌ، ومن ثَمَّ فإن لقبَه، «الأبذي» بذال معجمة. وذهبَ آخرون إلى أن دالَ مدينةِ «أُبَّدة» مهملة. وعليه فإن لقَبه الأُبَّدي بدالٍ مهملة.
والأرجحُ أنه الأبذيّ بذالٍ معجمة، لأن اسمَ المدينةِ «أُبَّذة»، ثم لما تناقل الناسُ اسمَها أهملوا الذالَ، فصارتْ «أُبَّدة»، والدليلُ: أنها صارتْ تُعرف بأُبدة العربِ، فكلا اللقبين صحيحٌ. خاصة أن ياقوت ذكر الحرفين فيها.

## نشأته
هو من أهل «أُبَّذة» بقربِ جيان. نشأ في بلادِ الأندلسِ، وتعلَّمَ في بجاية. ثم انتقل إلى القاهرة، فدرسَ بالأزهرِ، ثم بالباسطية حيث سكنها برغبةِ أحدِ شيوخهِ. وحجَّ وارتحل إلى المدينةِ المنورة. ولا يعرف تحديدًا سنة ولادته

## صفاته
كان الأبذي متواضعاً، بشوشاً، رضياً، مُجَابَ الدعوة حتى قيل إنه لكثرة ما كان يرى من تهكّم الشباسي بالطلبة، بل وبالشيوخ، دعا عليه، فابتُلي بالجذام، كما كان عديم التردد لبني الدنيا، بعيداً عن الشر.

## شيوخه
1. البيوسقي البجائي: هو أبو عبد الله محمد بن يحيى بن عبد الله البيوسقي المغربي البجائي محمد نزيل بجاية. وقرأ عليه الشيخُ الأبذيُّ الشفا ببجاية.
2. ابن القماح: هو أبو عبد الله محمد بن محمد بن محمد الأنصاريّ الخزرجيّ الأندلسيّ التونسيّ المالكيّ بن القماح. سمعَ بتونس والقاهرة ورجعَ إلى بلادِه الأندلس فعني بالحديثِ واشتهرَ به. وقد ولي قضاءَ بعضِ الجهاتِ بالمغرب. وقرأ عليه بعضَ الشفا الشهابُ الأبذيُّ ببجاية. مات سنةَ سبع وثلاثين وثمانمائة.
3. القاياتي: هو محمد بن علي بن محمد بن يعقوب بن محمد القاياتي القا? ري الشافعي. وُلِد سنة خمس وثمانين وسبعمائة تقريباً بالقايات، بلد قرب الفيومِ. قال السخاوي عن الأبذيّ: «قدمَ القاهرةَ فحضرَ دروسَ القاياتي».
4. ابن قديد: عمر بن قديد، الركن، أبو حفص بن الأمير سيف الدين القَلَمْطائي القاهري الحنفيّ، من كبارِ الأمراءِ، ولي نيابة الكركِ والإسكندريةِ، وحفظ القرآنَ وبعضَ الكتبِ العلمية، وبحثَ في العرُوضِ وغيرهِ، وحجَّ مراراً وجاورَ، وزارَ بيتَ المقدسِ والإسكندرية، وتقَّدمَ في الفنونِ. وفاقَ في النحوِ والصرفِ. بحيث قيل إنه كان أنحى علماءِ مصرَ، مات بمكةَ سنة 856 في رمضان.
5. الجمال الكازَرُوني: محمد بن أحمد بن محمد بن محمود بن روزبة الجمال والمحب والشمس أبو عبد الله وأبو البركات بن الصفي أبي العباس الشمس أبي الإيادي بن الجمال أبي الثناء الكازروني الأصل، المدني الشافعي، وقد أخذ عنه كثيرون، وممن أخذَ عنه إجازةٍ الأبذيُّ حين ذهبَ إلى الحجِّ.
6. العز عبد السلام البغدادي: هو عز الدين عبد السلام بن أحمد بن عبد المنعم بن أحمد بن محمد الشرف القَيْلوي الأصل، نسبة لقريةٍ ببغداد، يُقالُ لها: «قليويه» كنفطويه، البغداديّ القاهريّ الحنبليّ الحنفيّ.
7. العز عبد السلام القدسي: هو عبد السلام بن داود بن عثمان بن القاضي شهاب الدين عبد السلام بن عباس العز السلطي الأصل، المقدسيّ الشافعيّ، ويعرف بالعز القدسيّ.

## تلاميذه
أخذَ عنه الأعيانُ من كلِّ مذهبِّ فنوناً، كالفقهِ، والعربيةِ والصرفِ والمنطقِ والعروضِِ، وتصدَّى لنفعِ الطلبةِ بالأزهرِ ثم بالباسطيةِ، فأخذ عنه جمعٌ:
1. السخاوي: هو محمد بن عبد الرحمن بن محمد بن أبي بكر بن عثمان السخاوي الأصل، القاهري الشافعي
2. الأشموني: هو عبد الرحمن بن محمد بن أحمد الأشمونيّ الأصل القاهريّ الشافعيّ المنهاجي
3. القاضي زكريا الأنصاري: هو زكريا بن محمد بن أحمد بن زكريا.. الأنصاري السنبكي القاهري الأزهري الشافعي القاضي
4. ابن الأبشيهي: هو محمد بن أحمد بن محمد بن موسى بن الشهاب المغراوي الأبشيهي الأصل القاهري المالكي

## مكانته العلمية
تبوأ الأُبذَّي مكانةً رفيعةً ومنزلةً عاليةً بين علماءِ عصرهِ، لأنه حصَّلَ معظمَ العلومِ وتقدَّم فيها. قال عنه السخاويُّ: «تقدَّم في العلوم سيما العربية». وقد عدَّد السخاويُّ تلك العلوم، فذكر العربيَّةَ، والصرفَ والعروضَ والمنطقَ والفقه. فكان شيخاً من شيوخ العربية والصرف، يُؤخذ عنه هذا العلم. قال السخاويُّ: «وكنتُ ممن أخذ عنه العربية وغيرها». وجاء في ترجمة تلميذيه القاضي زكريا الأنصاري والأشموني أن ممن أخذا عنه النحو الأبذي وقد قرأ عليه الثاني الألفية. وكان إمامًا في علم المنطق، ويشيرُ إلى إحاطته بهذا العلم وضعُه شرحاً على أحد كتبِ المناطقةِ، فوضع شرحاً على إيساغوجي، وتصدَّى لتدريسِ علمِ المنطق كما تقدَّم. وطلب منه القضاء فاعتذر عنه. وقال عنه السخاويُّ أيضًا: «لم يكنْ بعدَ الشيخِ ابنِ خضرٍ من يدانيه في إرشادِ المبتدئين».

## مؤلفاته
كتب بخطِّه أشياءَ، بل درَّب زوجته واسمها نفيسة، وكانت تكتُب له أيضًا. ولكن لم تورد كتبُ الطبقاتِ القليلةُ التي ترجمت له إلا نزرًا يسيرًا عن مؤلفاته. ومن تلك المؤلفات:
1. كتاب الحدود في علم النحو. وذكر السخاوي أنه في إرشاد المبتدئين، وأثنى عليه بأنه نافع.
2. شرح على كتاب إيساغوجي في علم المنطق، وقد قرَّظه السخاويُّ بأنه مفيد.

## وفاته
تُوفِّي في عشري رمضان سنة 860 هـ بالقاهرة، ودفن بتربة الصلاحية، وقد جاوز الستين. وهناك من يقول: إن وفاته سنة 861هـ، وإن (الجمالي) ناظر الخاص أرسل يلتمس منه قضاء المالكية بعد وفاة السنباطي فاعتذر بضعفه، ولم يلبث أن مات، وهو ملتئم مع كونها في سنة إحدى، فإن السنباطي مات في رجب منها.